# Elección presidencial de Chile de 1896
La elección presidencial de Chile de 1896 se llevó a cabo en por medio del sistema de electores, y dio por presidente al liberal Federico Errázuriz Echaurren. La elección popular se realizó el 25 de junio, mientras que los colegios electorales provinciales se reunieron el 25 de julio.
Fue la primera elección presidencial en que se enfrentaron los pactos Alianza Liberal y Coalición, los cuales dominarían el espectro político hasta 1925.
Existieron acusaciones de fraude y soborno (incluso se llegó a decir que un elector de Reyes fue cohechado a cambio de un plato de lentejas), por lo que la elección de Errázuriz tuvo que ser confirmada en el Congreso el 3 de septiembre, siendo favorable a su candidatura, 62 votos contra 60, señalados por el Tribunal de Honor designado para la ocasión.
El Partido Demócrata, el único representante de los sectores obreros, decide ingresar a la política de alianzas partidistas electoralistas, y apoya a Reyes. Eso provoca desazón entre algunos militantes, desvinculados de este, como quienes impulsaron el Centro Social Obrero, el embrión de los movimientos anarquistas en Chile. Aquellos llamaron a la abstención en estas elecciones, como forma de manifestar su desacuerdo con aquella política de alianzas.